# Makedonija (regija)
Makedonija je zemljepisna in zgodovinska regija Balkanskega polotoka v jugovzhodni Evropi. Njene meje so se skozi čas precej spremenile; vendar pa je bila do sredine 19. stoletja opredeljena kot sodobna geografska regija. Danes velja, da regija vključuje dele šestih balkanskih držav. Razdeljena je med Grčijo (Egejska Makedonija), Severno Makedonijo (imenovana tudi Vardarska Makedonija; edina neodvisna država, ki v celoti spada v to regijo in katere površina se v veliki meri prekriva s porečjem reke Vardar) in Bolgarijo (Pirinska Makedonija). Majhen del Makedonije leži tudi v Albaniji (Mala Prespa in Golo Brdo) ter Srbiji (Prohor Pčinjski, porečje Pčinje).
Obsega približno 67.000 kvadratnih kilometrov in ima 4,76 milijona prebivalcev. Njena najstarejša znana naselja segajo približno v leto 7000 pr. n. št. Od sredine 4. stoletja pred našim štetjem je Makedonsko kraljestvo postalo prevladujoča sila na Balkanskem polotoku; od takrat ima Makedonija pestro zgodovino.

## Etimologija
Obe lastni imeni Makedṓn in Makednós morfološko izhajata iz starogrškega pridevnika makednós, kar pomeni »visok, vitek« in sta povezana z izrazom Makedonija.

## Meje in definicije

### Antika
Opredelitev Makedonije se je skozi zgodovino večkrat spremenila. Pred razširitvijo pod Aleksandrom Velikim je starodavno kraljestvo Makedonija, po katerem ima sodobna regija svoje ime, v celoti ležalo znotraj osrednjega in zahodnega dela sedanje grške province Makedonije in je bilo sestavljeno iz 17 provinc/okrožij ali eparhij (antika grško επαρχία).
Širitev Kraljevine Makedonije:
1. Kraljestvo Perdika I.: Makedonsko kraljestvo Emathia, ki ga sestavlja šest provinc Emathia, Pieria, Bottiaea, Mygdonia, Eordaea in Almopia.
2. Kraljevina Aleksandra I.: Vse zgornje province plus vzhodne priloge Crestonia, Bisaltia in zahodne priloge Elimiotis, Orestis in Lynkestis.
3. Kraljestvo Filipa II.: Vse zgoraj omenjene province ter dodatki Pelagonija in makedonska Paeonija na severu, Sintika, Odomantisa in Edonisa na vzhodu ter Halkidika na jugu.

### Rimsko obdobje
V 2. stoletju je Makedonija pokrivala približno območje, za katerega velja, da je danes, vendar severne regije današnje Republike Severne Makedonije niso bile identificirane kot makedonske dežele. Zaradi še vedno nejasnih razlogov se je v naslednjih enajstih stoletjih položaj Makedonije močno spremenil. Rimska provinca Makedonija je obsegala današnjo severno in osrednjo Grčijo, velik del geografskega območja Republike Severne Makedonije in jugovzhodno Albanijo. Preprosto povedano, Rimljani so pod tem imenom ustvarili veliko večje upravno območje kot prvotna antična Makedonija. V poznih rimskih časih so bile pokrajinske meje reorganizirane v škofijo Makedonijo, sestavljeno iz večine moderne celinske Grčije tik ob Egejskem morju, vključno s Kreto, južno Albanijo, jugozahodno Bolgarijo in večino Republike Severne Makedonije.

### Bizantinska doba
V Bizantinskem cesarstvu je bila provinca pod imenom Makedonija izklesana iz prvotne téme Trakije, ki je bila precej vzhodno od reke Strume. Ta téma je vključevala različne dele Trakije in je dala ime makedonski dinastiji. Zato se bizantinski dokumenti tega obdobja, ki omenjajo Makedonijo, najverjetneje nanašajo na makedonsko témo. Po drugi strani pa je bila regija Makedonija, ki ji je skozi 9. in 10. stoletje vladalo Prvo bolgarsko cesarstvo, leta 1018 vključena v Bizantinsko cesarstvo kot téma Bolgarije.

### Osmanska doba
S postopnim osvajanjem jugovzhodne Evrope s strani Osmanskega cesarstva v poznem 14. stoletju je ime Makedonija za več stoletij izginilo kot administrativna oznaka in je bilo redko prikazano na zemljevidih. Ime je bilo v 19. stoletju ponovno oživljeno, da bi pomenilo posebno geografsko regijo, ki opredeljuje regijo, ki jo omejujejo gora Olimp, Pindsko gorstvo, Šar planina in Osogovo, zahodni Rodopi, spodnji tok reka Mesta (grško Nestos) in Egejsko morje, razvija približno enake meje, kot jih ima danes.

## Demografija
V srednjem in novem veku je bila Makedonija znana kot balkanska regija, naseljena s številnimi etničnimi skupinami. Danes ima Makedonija kot obmejno območje, kjer se srečuje več zelo različnih kultur, izjemno raznolik demografski profil. Trenutna demografija Makedonije vključuje:
- Makedonski Grki se kulturno in regionalno samoopredeljujejo kot Makedonci (grško Μακεδόνες, Makedónes). Predstavljajo večino prebivalstva regije (~51 %). Štejejo približno 2.500.000 in danes skoraj v celoti živijo v grškem delu Makedonije. Grško makedonsko prebivalstvo je mešano z drugimi avtohtonimi skupinami in z velikim dotokom grških beguncev iz Male Azije, pontskih Grkov in vzhodnotrakijskih Grkov v začetku 20. stoletja. To je posledica izmenjave prebivalstva med Grčijo in Turčijo, med katero je bilo več kot 1,2 milijona pravoslavnih beguncev iz Turčije nastanjenih v Grčiji, od katerih jih je bilo 638.000 naseljenih v grški provinci Makedonija.[12] Manjše grške manjšine obstajajo v Bolgariji in Republiki Severni Makedoniji, vendar je njihovo število težko ugotoviti. V uradnih rezultatih popisa se je v bolgarski Makedoniji (pokrajina Blagoevgrad) leta 2011 samo 86 oseb opredelilo za Grke, od skupno 1379 v vsej Bolgariji; medtem ko se je v popisu leta 2002 v Republiki Severni Makedoniji le 442 oseb opisalo kot Grki.
- Etnični Makedonci se opredeljujejo kot Makedonci (makedonsko Македонци, Makedonci) v etničnem in regionalnem smislu. So druga največja etnična skupina v regiji. Ker so južnoslovanska etnična skupina, so v Grčiji znani tudi kot »makedonski Slovani« in »slovanski Makedonci« (grško Σλαβομακεδόνες, Slavomakedones), čeprav lahko etnični Makedonci, vključno s tistimi v grški Makedoniji, na ta izraz gledajo kot na slabšalno.[13] Predstavljajo večino prebivalstva v Republiki Severni Makedoniji, kjer se je po popisu leta 2002 približno 1.300.000 ljudi izreklo za Makedonce. Leta 1999 je grški Helsinški monitor ocenil, da med slovansko govorečimi v grški Makedoniji obstaja precejšnja manjšina etničnih Makedoncev, ki se giblje od 10.000 do 30.000.[14] Popisa prebivalstva glede vprašanja maternega jezika v Grčiji ni bilo od leta 1951, ko je popis zabeležil 41.017 slovansko govorečih, večinoma na obrobju Grčije v Zahodni Makedoniji. Jezikovna klasifikacija slovanskih narečij, ki jih govorijo ti ljudje, se danes običajno uvršča med makedonske, z izjemo nekaterih vzhodnih narečij, ki jih je mogoče uvrstiti tudi med bolgarske, čeprav ljudje sami imenujejo svoj materni jezik z različnimi izrazi, vključno z makedonski, makedoniski (»makedonščina«) [15], slaviká (grško σλαβικά, »slovansko«), dópia ali entópia (grško εντόπια, »lokalni/avtohtoni [jezik]«)[16], balgàrtzki, bògartski (»bolgarski«)[17] skupaj z naši (»naši«) in stariski (»stari«). Večina slovansko govorečih se opredeljuje kot etnični Grki (slovanski Grki), čeprav obstajajo majhne skupine, ki zagovarjajo etnično makedonsko in bolgarsko nacionalno identiteto, vendar nekatere skupine zavračajo vse te etnične označbe in namesto tega raje uporabljajo izraze, kot je »domačini«.[18] Makedonska manjšina v Albaniji je uradno priznana manjšina v Albaniji in je v glavnem skoncentrirana okoli regije Prespe in Golo Brdo ter so predvsem vzhodnopravoslavni kristjani z izjemo kasnejše regije, kjer so Makedonci pretežno muslimani. V albanskem popisu leta 2011 se je 5870 albanskih državljanov izreklo za Makedonce.[19] Po zadnjem bolgarskem popisu prebivalstva iz leta 2011 se v provinci Blagoevgrad v Bolgariji (Pirinska Makedonija) 561 ljudi opredeljuje za etnične Makedonce. Uradno število etničnih Makedoncev v Bolgariji je 1654.
- Bolgarski Makedonci so etnični Bolgari, ki se regionalno opredeljujejo kot »Makedonci« (bolgarsko Македонци, Makedonci). Predstavljajo večino prebivalstva bolgarske Makedonije (znane tudi kot Pirinska Makedonija). V provinci Blagoevgrad, kjer večinoma živijo, jih je približno 250.000. V Albaniji, Grčiji in Republiki Severni Makedoniji obstajajo majhne skupine, ki se identificirajo z Bolgari, njihova velikost pa je negotova. V Republiki Severni Makedoniji se je po popisu leta 2002 1417 ljudi izreklo za bolgarsko etnično identiteto. Paradoksalno je, da je v zadnjih nekaj letih približno 53.000 Makedoncev zaprosilo za bolgarsko državljanstvo in več kot 70.000 etničnih Makedoncev je že pridobilo bolgarske potne liste.[20][21] Vstop Bolgarije v Evropsko unijo je očitno močan motivacijski dejavnik. Da ga pridobijo, morajo podpisati izjavo, ki dokazuje, da so po poreklu Bolgari, s čimer dejansko ne priznavajo svojih pravic manjšine.
- Albanci so druga večja etnična skupina v regiji. Etnični Albanci predstavljajo večino v nekaterih severnih in zahodnih delih Republike Severne Makedonije in po popisu iz leta 2002 predstavljajo 25,2 % celotnega prebivalstva Republike Severne Makedonije.
- Manjše število Turkov, Bošnjakov, Romov, Srbov, Aromunov, Megleno-Romunov, Egipčanov, Armencev in Judov (Sefardski Judje in Romanioti) je tudi v Makedoniji.

- Razporeditev etničnih skupin v Makedoniji leta 1892 (nem. Bevieiofor Geography and Statistics)
- Razporeditev etničnih skupin na Balkanskem polotoku in v Mali Aziji leta 1910 (Zgodovinski atlas Williama R. Shepherda, New York)
- Razporeditev etničnih skupin na Balkanskem polotoku in v Mali Aziji leta 1918 (National Geographic)
- Stolnica svetega Gregorja Palame v Solunu

### Religija
Večina današnjih prebivalcev regije je vzhodnih pravoslavnih kristjanov, predvsem bolgarske pravoslavne, grške pravoslavne, makedonske pravoslavne in srbske pravoslavne cerkve. Pomembne muslimanske manjšine so prisotne med albanskim, bolgarskim (Pomaki), makedonskim (Torbeš), bošnjaškim in turškim prebivalstvom.
V obdobju klasične antike je bila glavna vera v regiji Makedonija starogrška religija. Po rimski osvojitvi Makedonije je bila uvedena tudi starorimska vera. V tej regiji so ohranjeni številni staroverski spomeniki, posvečeni grškim in rimskim božanstvom. V obdobju zgodnjega krščanstva je bila v regiji Makedonija vzpostavljena cerkvena struktura in sedež v Solunu je postal metropolitanska škofija rimske province Makedonije. Solunski nadškof je postal tudi višji cerkveni primas celotnega Vzhodnega Ilirika, leta 535 pa je bila njegova jurisdikcija zmanjšana na upravno ozemlje škofije Makedonije. Kasneje je prešel pod jurisdikcijo carigrajskega ekumenskega patriarha.
V srednjem veku in do leta 1767 so bile zahodne in severne regije Makedonije pod jurisdikcijo Ohridske nadškofije. Severno obrobje regije (območja okoli Skopja in Tetova) je imelo začasno jurisdikcijo pod srbsko patriarhijo Peć. Ohridska nadškofija in Pećki patriarhat sta bili sredi 18. stoletja ukinjeni in pripojeni carigrajskemu ekumenskemu patriarhu. V obdobju osmanske oblasti je bila zabeležena tudi delna islamizacija. Kljub temu je ortodoksno krščanstvo ostalo prevladujoča vera lokalnega prebivalstva.
V 19. stoletju so na versko življenje v regiji močno vplivala naraščajoča nacionalna gibanja. V regiji Makedonije se je pojavilo več večjih etnoreligioznih sporov, med katerimi so bili predvsem razkoli med carigrajskim ekumenskim patriarhom in novoustanovljenim Bolgarskim eksarhatom (1872), kasneje pa med Srbsko pravoslavno cerkvijo in novoustanovljeno Makedonsko pravoslavno cerkvijo (1967).

## Zgodovina

### Zgodnji neolitik
Medtem ko Makedonija kaže znake človeškega prebivališča tako starega kot obdobje paleolitika (med katerimi je jama Petralona z najstarejšim evropskim humanoidom), najzgodnejše znane naselbine, kot je Nea Nikomedeia v Imatiji (današnja Osrednja Makedonija), segajo 9000 let nazaj. Hiše v Nea Nikomedeji so bile zgrajene – tako kot večina stavbb v celotnem neolitiku v severni Grčiji – iz pletenine in veziva na lesenem ogrodju. Kulturni sklop vključuje dobro izdelano lončenino preprostih oblik z občasnim okrasjem v beli barvi na rdečem ozadju, glinene ženske figurice tipa »paličaste glave«, znane od Tesalije do doline Donave, kamnite sekire in tesla, rezila iz roženca in okraske iz kamna, vključno z nenavadnimi »nosnimi čepi« z nejasno funkcijo. Sestava pripadajočih predmetov se razlikuje od hiše do hiše, kar nakazuje, da je bila določena stopnja specializacije obrti vzpostavljena že od začetka zgodovine mesta. Kmečko gospodarstvo je temeljilo na gojenju žit, kot sta pšenica in ječmen ter stročnice, ter na reji ovc in koz, nekaj goveda in prašičev. Lov je imel relativno majhno vlogo v gospodarstvu. Ta naselbina iz zgodnjega neolitika, ki je preživela od 7000 do 5500 pr. n. št., je bila naseljena več kot tisoč let.

### Srednji neolitik
Obdobje srednjega neolitika (okoli 5500 do 4500 pr. n. št.) je trenutno najbolje predstavljeno v Serviji v dolini reke Haliakmon v zahodni Makedoniji, kjer značilna rdeče-kremna keramika v slogu Sesklo poudarja južno orientacijo naselbine. Keramika tega datuma je bila najdena na številnih najdiščih v osrednji in vzhodni Makedoniji, vendar doslej nobena ni bila obsežno izkopana.

### Pozni neolitik
Pozno neolitsko obdobje (okoli 4500 do 3500 pr. n. št.) je dobro predstavljeno tako z izkopanimi kot neizkopanimi najdišči po vsej regiji (čeprav se v vzhodni Makedoniji ravni tega obdobja še vedno imenujejo srednji neolitik glede na terminologijo, ki se uporablja na Balkanu). Hitre spremembe v lončarskih slogih in odkritje fragmentov lončenine, ki namigujejo na trgovino z zelo oddaljenimi regijami, kažejo, da so se družba, gospodarstvo in tehnologija hitro spreminjali. Med najpomembnejšimi spremembami je bil začetek obdelave bakra, za kar je Renfrew prepričljivo pokazal, da so se tega naučili od kulturnih skupin Bolgarije in Romunije na severu. Glavne izkopane naselbine tega obdobja so Makryialos in Paliambela blizu zahodne obale Termaiškega zaliva, Thermi južno od Soluna in Sitagroi ter Dikili Tas v Dramski nižini. Nekatera od teh območij so bila gosto poseljena in so tvorila velike gomile (danes jih lokalni prebivalci te regije poznajo kot 'tumba'). Druge so bile precej manj gosto poseljene in so se razprostirale kar na kilometer (Makryialos). Oba tipa najdemo hkrati v istih okoliših in domnevamo, da se razlike v družbeni organiziranosti odražajo v razlikah v ureditvi poselitve. Nekatere skupnosti so se očitno želele zaščititi z različnimi vrstami obrambnih ureditev: jarki pri Makryialosu in koncentrični zidovi pri Paliambeli. Najbolje ohranjene zgradbe so bile odkrite v Dikili Tasu, kjer so bile dolge strukture z lesenim okvirjem organizirane v vrstah in nekatere okrašene z lobanjami bikov, pritrjenimi na zunanjo stran sten in ometanimi z glino.
Izjemni dokazi o kultni dejavnosti so bili najdeni v Promachonas-Topolnici, ki prečka grško bolgarsko mejo severno od Serresa. Zdelo se je, da je bila tu globoka jama pokrita, da bi naredila podzemno sobo; v njej so bile zaporedne plasti ruševin, vključno z velikim številom figuric, bikovih lobanj in keramike, vključno z več redkimi in nenavadnimi oblikami.
Gospodarstvo tega obdobja je nadaljevalo prakso, uveljavljeno v začetku neolitika, čeprav so bile ovce in koze manj prevladujoče med živalmi kot prej, gojenje vinske trte (Vitis vinifera) pa je dobro izpričano.
Od celotnega neolitskega obdobja v severni Grčiji je bilo odkritih le nekaj grobov in ni mogoče razbrati nobenega jasnega vzorca. Vendar se zdi, da so bile grobne daritve zelo omejene.

### Antična Makedonija (500 do 146 pr. n. št.)
V klasičnem obdobju je regija Makedonija obsegala dele tistega, kar je bilo takrat znano kot Makedonija, Ilirija in Trakija. Med drugim so v njenih deželah bila kraljestva Peonija, Dardanija, Makedonija in Pelagonija, zgodovinska plemena, kot so Agriani, in kolonije južnih grških mestnih držav. Pred makedonskim prevlado so dele južne Makedonije poseljevali Brigi, medtem ko so zahodno (tj. Gornjo) Makedonijo poseljevala makedonska in ilirska plemena. Medtem ko so pozneje zabeležene številne vojne med ilirskim in makedonskim kraljestvom, so Brigi morda mirno sobivali z Makedonci. V času klasične Grčije je Peonija, katere natančne meje so nejasne, prvotno vključevala celotno dolino reke Aksij in okoliška območja, v današnjem severnem delu grške regije Makedonija, večji del Republike Severne Makedonije in majhen del zahodne Bolgarije. Do leta 500 pred našim štetjem je bilo starodavno kraljestvo Makedonije središče nekje med južnimi pobočji Spodnjega Olimpa in najnižjim tokom reke Haliakmon. Od leta 512/511 pr. n. št. je bilo kraljestvo Makedonije podrejeno Perzijcem, vendar je po bitki pri Platajah ponovno pridobilo neodvisnost. Pod Filipom II. in Aleksandrom Velikim se je makedonsko kraljestvo silovito razširilo in celotno regijo Makedonije postavilo pod njuno oblast. Aleksandrova osvajanja so povzročila trajno razširitev helenistične kulture in mišljenja po starem Bližnjem vzhodu, vendar je njegov imperij po njegovi smrti razpadel. Njegovi generali so si razdelili cesarstvo in ustanovili lastne države in dinastije. Makedonsko kraljestvo je zavzel Kasander, ki mu je vladal do svoje smrti leta 297 pr. n. št. Takrat je makedonski nadzor nad trakoilirskimi državami v regiji počasi pojenjal, čeprav je kraljevina Makedonija ostala najmočnejša regionalna sila. V tem obdobju je bilo tudi nekaj keltskih vpadov v Makedonijo. Vendar sta Kelte vsakič uspešno odbila Kasander in kasneje Antigon, kar je pustilo majhen splošni vpliv na regijo.

### Rimska Makedonija
Makedonsko suverenost v regiji je končala rastoča moč Rima v 2. stoletju pred našim štetjem. Filip V. Makedonski je svoje kraljestvo med njegovo vladavino (221–179 pr. n. št.) popeljal v vojno proti Rimljanom v dveh vojnah. Prva makedonska vojna (215–205 pr. n. št.) je bila za Makedonce dokaj uspešna, Filip pa je bil odločilno poražen v drugi makedonski vojni leta (200–197 pr. n. št.). Čeprav je preživel vojno z Rimom, njegov naslednik Perzej Makedonski (vladal 179–168 pr. n. št.) ni; po tem, ko je Makedonijo popeljal v tretjo makedonsko vojno leta (171–168 pr. n. št.), je izgubil svoje kraljestvo, ko je bil poražen. Makedonija je bila sprva razdeljena na štiri republike, podrejene Rimu, preden je bila končno priključena leta 146 pred našim štetjem kot rimska provinca. Približno v tem času so latinsko govoreči kolonisti in vojaško osebje na Balkanu uvedli vulgarno latinščino.
Z delitvijo Rimskega cesarstva na zahodno in vzhodno leta 298 n. št. je Makedonija prišla pod oblast bizantinskih naslednikov Rima. Prebivalstvo celotne regije pa so izčrpali uničujoči vpadi raznih gotskih in hunskih plemen okoli leta 300 – 5. stoletja našega štetja. Kljub temu so drugi deli Bizantinskega cesarstva še naprej cveteli; zlasti nekatera obalna mesta, kot je Solun, so postala pomembna trgovska in kulturna središča. Kljub moči cesarstva so bili bizantinski dominioni od začetka 6. stoletja podvrženi pogostim vpadom različnih slovanskih plemen, kar je v stoletjih povzročilo drastične demografske in kulturne spremembe v balkanskih provincah cesarstva. Čeprav tradicionalna stroka pripisuje te spremembe obsežnim kolonizacijam slovansko govorečih skupin, se domneva, da se je splošno razpršitev rimske identitete morda začela v 3. stoletju, zlasti med podeželskimi provincami, ki so jih hromili strogi davki in lakota. Glede na to ozadje bi prodori, ki so jih izvajali zaporedni valovi razmeroma majhnega števila slovanskih bojevnikov in njihovih družin, morda lahko asimilirali veliko število domorodcev v svoj kulturni model, kar je včasih veljalo za privlačnejšo alternativo. Na ta način in sčasoma so velike dele Makedonije prišle pod nadzor slovansko govorečih skupnosti. Kljub številnim napadom na Solun se je mesto obdržalo in bizantinsko-rimska kultura je še naprej cvetela, čeprav se je slovanski kulturni vpliv vztrajno povečeval.
Slovanske naselbine so se organizirale po plemenskih in teritorialnih linijah, ki so jih bizantinski grški zgodovinarji imenovali »Sklaviniai«. Sklavinci so še naprej občasno napadali Bizantinsko cesarstvo, bodisi neodvisno bodisi s pomočjo bolgarskih ali avarskih kontingentov. Okoli leta 680 našega štetja se je »Bolgarska« skupina (ki je bila večinoma sestavljena iz potomcev nekdanjih rimskih kristjanov, ki so jih ujeli Avari), ki jo je vodil kan Kuber (po teoriji je pripadal istemu klanu kot donavski bolgarski kan Asparuh), naselila v Pelagonsko nižino in sprožil pohode na območje Soluna. Ko je cesarstvo lahko prizaneslo cesarskim enotam, je poskušalo ponovno prevzeti nadzor nad svojimi izgubljenimi balkanskimi ozemlji. V času Konstansa II. je bilo precejšnje število makedonskih Slovanov ujetih in premeščenih v osrednjo Malo Azijo, kjer so bili prisiljeni priznati oblast bizantinskega cesarja in služiti v njegovih vrstah. V poznem 7. stoletju je Justinijan II. ponovno organiziral obsežno ekspedicijo proti Sklavincem in Bolgarom v Makedoniji. Ko je krenil iz Konstantinopla, je pokoril številna slovanska plemena in ustanovil témo Trakije v zaledju Velikega mesta ter prodrl do Soluna. Vendar pa je ob vrnitvi padel v zasedo Kuberjevih slovansko-Bolgarov, pri čemer je izgubil velik del svoje vojske, plena in nato tudi prestol. Kljub tem začasnim uspehom oblast v regiji še zdaleč ni bila stabilna, saj niso bili vsi Sklavini pomirjeni, in so se pogosto uprli. Cesarji so se raje zatekli k umiku svoje obrambne črte proti jugu vzdolž egejske obale, vse do konca 8. stoletja. Čeprav je bila kasneje ustvarjena nova téma – Makedonija - ni ustrezala današnjemu geografskemu ozemlju, temveč bolj vzhodno (s središčem v Adrianoplu), izklesano iz že obstoječih tračanskih in heladskih tém.

### Srednjeveška Makedonija
Po letih 836/837 ni nobenih bizantinskih zapisov o »Sklaviniai«, saj so bili vključeni v rastoče Prvo bolgarsko cesarstvo. Slovanski vpliv v regiji se je okrepil skupaj z vzponom te države, ki je leta 837 vključila dele regije v svojo domeno. V zgodnjih 860-ih sta sveta Ciril in Metod, dva bizantinska grška brata iz Soluna, ustvarila prvo slovansko glagolico, v kateri staro cerkveno slovanščino najprej prepisali, zato ju običajno imenujemo apostoli slovanskega sveta. Njuno kulturno dediščino so pridobili in razvili v srednjeveški Bolgariji, kjer je po letu 885 regija Ohrid (današnja Republika Severna Makedonija) postala pomembno cerkveno središče z imenovanjem svetega Klimenta Ohridskega za »prvega nadškofa v bolgarskem jeziku« z prebivališče v tej regiji. V povezavi s še enim učencem svetega Cirila in Metoda, svetim Naumom, je Kliment okoli Ohrida ustvaril cvetoče slovansko kulturno središče, kjer so učence poučevali teologijo v starocerkvenem slovanskem jeziku ter v glagolici in cirilici na današnji Ohridski literarni šoli. Bolgarsko-bizantinska meja je v začetku 10. stoletja potekala približno 20 km severno od Soluna glede na napis v Narašu. Po mnenju bizantinskega pisca Janeza Kaminiatesa so v tistem času sosednje naselbine okoli Soluna poleg Grkov naseljevali še »Skiti« (Bolgari) ter slovanska plemena Drugubitov in Sagudatov.
Konec 10. stoletja je današnja Republika Severna Makedonija postala politično in kulturno središče Prvega bolgarskega cesarstva, potem ko je bizantinski cesar Ivan I. Cimisk osvojil vzhodni del bolgarske države med rusko-bizantinsko vojno leta 970–971. Zavzeta sta bila bolgarska prestolnica Preslav in bolgarski car Boris II., z odložitvijo bolgarskih regalij v Hagiji Sofiji pa je bila Bolgarija uradno priključena Bizancu. Nova prestolnica je bila ustanovljena v Ohridu, ki je postal tudi sedež bolgarskega patriarhata. Nova dinastija, Comitopuli pod carjem Samuelom in njegovimi nasledniki, je nadaljevala z odporom proti Bizantincem še nekaj desetletij, preden je prav tako padla leta 1018. Zahodni del Bolgarije, vključno z Makedonijo, je bil vključen v Bizantinsko cesarstvo kot provinca Bolgarija (Tema Bolgarije) in bolgarski patriarhat je bil znižan na nadškofijo.
Še naprej so se pojavljale občasne bolgarske vstaje, pogosto s podporo srbskih knezov na severu. Vsako začasno neodvisnost, ki bi jo lahko pridobili, so Bizantinci običajno hitro zatrli. Zaznamovala so ga tudi obdobja vojn med Normani in Bizancem. Normani so začeli ofenzive iz svojih ozemelj, pridobljenih v južni Italiji in začasno pridobili oblast nad majhnimi območji na severozahodni obali.
Konec 12. stoletja je nekatere severne dele Makedonije začasno osvojil Štefan Nemanja iz Srbije. V 13. stoletju, po četrti križarski vojni, je bila regija Makedonija spor med bizantinskimi Grki, latinskimi križarji kratkotrajnega Solunskega kraljestva in oživljeno bolgarsko državo. Večino južne Makedonije je zavaroval Epirski despotat in nato Nikejsko cesarstvo, medtem ko je na severu vladala Bolgarija. Po letu 1261 pa se je vsa Makedonija vrnila pod bizantinsko oblast, kjer je večinoma ostala do bizantinske državljanske vojne 1341–1347. Srbski vladar Štefan Dušan je izkoristil ta konflikt in razširil svoje kraljestvo ter ustanovil Srbsko cesarstvo, ki je vključevalo celotno Makedonijo, severno in osrednjo Grčijo – brez Soluna, Aten in Peloponeza. Vendar je Dušanov imperij razpadel kmalu po njegovi smrti leta 1355. Po njegovi smrti so bili lokalni vladarji v regijah Makedonije despot Jovan Uglješa v vzhodni Makedoniji ter kralja Vukašin Mrnjavčević in njegov sin Marko Mrnjavčević v zahodnih regijah Makedonije.

### Osmanska Makedonija
Od sredine 14. stoletja je na Balkanu grozila osmanska nevarnost, saj so Osmani premagali različne krščanske kneževine, bodisi srbske, bolgarske ali grške. Po osmanski zmagi v bitki pri Marici leta 1371 je večina Makedonije sprejela vazalstvo Osmanom in do konca 14. stoletja je Osmansko cesarstvo postopoma priključilo regijo. Končno osmansko zavzetje Soluna (1430) je veljalo za uvod v padec samega Konstantinopla. Makedonija je ostala del Osmanskega cesarstva skoraj 500 let, v tem času pa je pridobila precejšnjo turško manjšino. Solun je pozneje po izgonu Judov iz Španije po letu 1492 postal dom velikega števila sefardskih Judov.

### Rojstvo nacionalizma in makedonske identitete
Skozi stoletja je Makedonija postala večkulturna regija. Zgodovinske reference omenjajo Grke, Bolgare, Turke, Albance, Cigane, Jude, Aromune in Megleno-Romune. Pogosto se trdi, da je macédoine, sadna ali zelenjavna solata, dobila ime po zelo mešanem prebivalstvu tega območja, kot je bilo mogoče pričati konec 19. stoletja. Od srednjega veka do začetka 20. stoletja so slovansko govoreče prebivalstvo v Makedoniji večinoma identificirali kot Bolgare.
V obdobju bolgarskega narodnega preporoda so številni Bolgari iz teh regij podpirali boj za ustanovitev bolgarskih kulturnih izobraževalnih in verskih ustanov, vključno z bolgarskim eksarhatom. Sčasoma so v 20. stoletju 'Bolgare' začeli razumeti kot sinonim za 'makedonske Slovane' in sčasoma 'etnične Makedonce'. Krste Misirkov, filolog in publicist, je napisal delo O makedonskih zadevah (За македонцките работи, 1903), zaradi katerega ga Makedonci razglašajo za enega od utemeljiteljev makedonskega naroda.
Po oživitvi grške, srbske in bolgarske državnosti v 19. stoletju so osmanske dežele v Evropi, ki so postale identificirane kot Makedonija, izpodbijale vse tri vlade, kar je v 1890-ih in 1900-ih vodilo do ustanovitve rivalskih oboroženih skupin, ki so razdelili svoja prizadevanja med boj proti Turkom in drug proti drugemu. Najpomembnejši med njimi je bil Bolgarski makedonsko-jadranski revolucionarni komite (BMARC, SMARO od 1902) (alternativna različica pravi, da ga je sestavljala Makedonska revolucionarna organizacija (MRO, TMORO od 1902), pod vodstvom Goce Delčeva, ki se je leta 1903 uprl v tako imenovana Ilindenska vstaja, ki se je borila za avtonomno ali neodvisno makedonsko državo (pred letom 1902 so se ji lahko pridružili samo Bolgari, pozneje pa je povabila »vse Makedonce ali Odrince, ne glede na narodnost, da se združijo«), in grška prizadevanja iz 1904 do 1908 (Grški boj za Makedonijo). Diplomatska intervencija evropskih sil je vodila do načrtov za avtonomno Makedonijo pod osmansko oblastjo.
Omejene meje moderne grške države ob njenem nastanku leta 1830 so razočarale prebivalce severne Grčije (Epir in Makedonija). Ko je leta 1844 obravnaval te pomisleke, je grški premier Kolettis nagovoril ustavodajno skupščino v Atenah, da  »Kraljevina Grčija« ni Grčija; je le del, najmanjši in najrevnejši Grčije. Grk ni le tisti, ki prebiva v kraljestvu, ampak tudi tisti, ki živi v Janini ali Solunu ali Seru ali Odrinu. Omenja mesta in otoke, ki so bili pod osmansko posestjo, kot sestavo Velike ideje (grško Μεγάλη Ιδέα, Megáli Idéa), ki je pomenila rekonstrukcijo klasičnega grškega sveta ali oživitev Bizantinskega cesarstva. Pomembna ideja tukaj je, da je bila Makedonija za Grčijo regija z velikim grškim prebivalstvom, ki je pričakovalo priključitev k novi grški državi.
Berlinski kongres leta 1878 je spet spremenil balkanski zemljevid. S pogodbo sta se Makedonija in Trakija vrnili Osmanskemu cesarstvu. Srbiji, Romuniji in Črni gori je bila podeljena popolna neodvisnost in nekaj ozemeljske širitve na račun Osmanskega cesarstva. Rusija naj bi imela vojaške svetovalce v Bolgariji in Vzhodni Rumeliji do maja 1879. Avstro-Ogrski je bilo dovoljeno zasesti Bosno, Hercegovino in sandžak Novi Pazar. Berlinski kongres je tudi prisilil Bolgarijo, ki je na novo dobila avtonomijo s Sanstefansko pogodbo leta 1878, da vrne več kot polovico svojega novo pridobljenega ozemlja Osmanskemu cesarstvu. To je vključevalo Makedonijo, katere velik del je bil dan Bolgariji zaradi ruskega pritiska in prisotnosti znatnega števila Bolgarov in privržencev Bolgarskega eksarhata. Zaradi ozemeljskih izgub je bila Bolgarija nezadovoljna; to je spodbudilo ambicije mnogih bolgarskih politikov v naslednjih sedemdesetih letih, ki so želeli pregledati pogodbo – z mirnimi ali vojaškimi sredstvi in ponovno združiti vse dežele, za katere so trdili, da imajo bolgarsko večino. Poleg tega se je Srbija zdaj zanimala za makedonske dežele, do takrat pa je bila glavni konkurent Bolgarije le Grčija, ki je po priključitvi Tesalije Grčiji leta (1881) mejila na Makedonijo. Tako je Berlinski kongres obnovil boj za Turčijo v Evropi, vključno s tako imenovano regijo Makedonija, namesto da bi postavil trajni režim. V naslednjih letih so se zaradi Turčije v Evropi borile vse sosednje države; Zadrževali so jih le njihovi lastni zadržki, osmanska vojska in ozemeljske ambicije velikih sil v regiji.
Srbska politika je imela izrazit protibolgarski pridih, skušala je preprečiti vpliv Bolgarov na prebivalce Makedonije. Po drugi strani pa je Bolgarija izkoriščala moč svojih verskih ustanov (Bolgarski eksarhat, ustanovljen leta 1870), da bi promovirala svoj jezik in da bi se več ljudi identificiralo z Bolgarijo. Poleg tega je bila Grčija v ugodnem položaju za zaščito svojih interesov z vplivom carigrajskega patriarhata, ki je tradicionalno sponzoriral šole v grškem jeziku in grški kulturi tudi v vaseh z malo Grki. To je spravilo patriarhat v spor z eksarhatom, ki je ustanovil šole z bolgarsko izobrazbo. Dejansko bi pripadnost eni ali drugi instituciji lahko definirala človekovo nacionalno identiteto. Preprosto, če je oseba podpirala patriarhat, je veljala za Grka, če pa je podpirala eksarhat, je veljala za Bolgara. Lokalno pa vaščani niso vedno mogli svobodno izražati svoje povezanosti z eno ali drugo institucijo, saj so obstajale številne oborožene skupine, ki so poskušale braniti in/ali razširiti ozemlje vsake. Nekateri so bili lokalno rekrutirani in samoorganizirani, druge pa so poslale in oborožile države zaščitnice.
Cilj nasprotnikov pa ni bil predvsem razširiti svoj vpliv na Makedonijo, ampak le preprečiti, da bi Makedonija podlegla vplivu druge. Ta pogosto nasilen poskus prepričevanja ljudi, da pripadajo eni ali drugi etnični skupini, je nekatere ljudi potisnil v zavračanje obeh. Hud pritisk na miroljubne kmete v Makedoniji je deloval v nasprotju z načrti Srbov in Bolgarov, da bi jih prisilili k sprejetju njihove etnične ideje in sčasoma je postal očiten družbeni razkol. Britanski veleposlanik v Beogradu leta 1927 je dejal: »Trenutno je nesrečni makedonski kmet med kladivom in nakovalom. Nekega dne pridejo komitadžije v njegovo hišo in zahtevajo pod grožnjo stanovanje, hrano in denar, naslednji dan ga žandar odpelje v zapor, ker jih je dal; Makedonec je v resnici miroljuben, dokaj marljiv kmet in če mu (srbska) vlada zagotovi ustrezno zaščito, izobraževanje, brez malarije in dostojno komunikacijo, se zdi, da ni razloga, da ne bi postal prav tak Srb po občutkih, kot je bil Bolgar pred 10 leti«. Zaradi te igre vlečenja vrvi je bil razvoj izrazite makedonske nacionalne identitete oviran in zakasnjen. Še več, ko so imperialistični načrti okoliških držav omogočili razdelitev Makedonije, so nekateri makedonski intelektualci, kot je Misirkov, omenili nujnost oblikovanja makedonske nacionalne identitete, ki bi razlikovala makedonske Slovane od Bolgarov, Srbov ali Grkov.
Krščevanje makedonskih Slovanov kot Srbov ali Bolgarov je torej imelo za cilj opravičiti ozemeljske zahteve teh držav nad Makedonijo. Grška stran je s pomočjo patriarhata, ki je bil odgovoren za šole, lažje obdržala nadzor, saj so širile grško identiteto. Iz istega razloga so Bolgari, ko so pripravljali vlado eksarhata (1871), vključili Makedonce v skupščino kot »brate«, da bi preprečili kakršno koli etnično diverzifikacijo. Po drugi strani pa so Srbi, ker niso mogli ustanoviti srbsko govorečih šol, uporabljali propagando. Njihova glavna skrb je bila preprečiti, da bi slovansko govoreči Makedonci pridobili bolgarsko identiteto z osredotočanjem na mit o starodavnem izvoru Makedoncev in hkrati s klasifikacijo Bolgarov kot Tatarov in ne kot Slovanov, s poudarjanjem njihovih 'makedonskih' značilnosti kot vmesnega etapa med Srbi in Bolgari. Če povzamemo, srbska propaganda je poskušala Makedoncem vdahniti ločeno etnično identiteto, da bi zmanjšala bolgarski vpliv. Ta izbira je bila »makedonska etnična pripadnost«. Bolgari nikoli niso sprejeli etnične raznolikosti slovanskih Makedoncev, kar je izrazu dalo geografski pomen. Leta 1893 so ustanovili Notranjo makedonsko revolucionarno organizacijo (VMRO), da bi se soočili s srbsko in grško akcijo v Makedoniji. VMRO je upala, da bo na makedonsko vprašanje odgovorila z revolucionarnim gibanjem, zato je sprožila Ilindensko vstajo (1903), da bi osvobodila nekaj osmanskega ozemlja. Bolgarija je to izkoristila za internacionalizacijo makedonskega vprašanja. Ilinden je spremenil stališče Grčije, ki se je odločila za paravojaško akcijo. Da bi zaščitila grške Makedonce in grške interese, je Grčija poslala častnike za urjenje gverilcev in organiziranje milic (makedonski boj), znanih kot makedonomahi (makedonski borci), v bistvu za boj proti Bolgarom. Po tem je bilo očitno, da je na makedonsko vprašanje mogoče odgovoriti le z vojno.
Vzpon albanskega in turškega nacionalizma po letu 1908 pa je spodbudil Grčijo, Srbijo in Bolgarijo, da so zakopale svoje razlike glede Makedonije in leta 1912 oblikovale skupno koalicijo proti Osmanskemu cesarstvu. Neupoštevanje javnega mnenja v Bolgariji, ki je podpiral ustanovitev avtonomne makedonske pokrajine pod krščanskim guvernerjem, sklenila predvojno pogodbo s Srbijo, ki je regijo razdelila na dva dela. Del Makedonije zahodno in severno od delitvene črte je bil izpodbijali tako Srbija kot Bolgarija in je bil po vojni predmet arbitraže ruskega carja. Srbija se je uradno odpovedala kakršnim koli zahtevam po delu Makedonije južno in vzhodno od črte, ki je bil razglašen za bolgarsko interesno sfero. Predpogodba med Grčijo in Bolgarijo pa ni vsebovala dogovora o razdelitvi osvojenih ozemelj – očitno sta obe državi upali, da bosta zasedli čim več ozemlja, saj sta njuni pogledi bili usmerjeni predvsem v Solun.
V prvi balkanski vojni so Bolgarija, Srbija, Grčija in Črna gora zasedle skoraj vsa osmanska ozemlja v Evropi. Bolgarija je nosila glavno breme vojne na trakijski fronti proti glavnim osmanskim silam. Njeni vojni izdatki in žrtve v prvi balkanski vojni so bili večji kot v Srbiji, Grčiji in Črni gori skupaj. Samo Makedonijo so zasedle grške, srbske in bolgarske sile. Osmansko cesarstvo je v Londonski pogodbi maja 1913 dodelilo celotno Makedonijo Balkanski ligi, ne da bi določilo razdelitev regije, da bi spodbujalo težave med zavezniki. Nezadovoljna z nastankom avtonomne albanske države, ki ji je onemogočila dostop do Jadrana, je Srbija zahtevala prekinitev predvojne delitvene pogodbe in od Bolgarije zahtevala večje ozemeljske koncesije v Makedoniji. Kasneje maja istega leta sta Grčija in Srbija v Solunu podpisali tajno pogodbo, ki določa razdelitev Makedonije glede na obstoječe nadzorne linije. Tako Srbija kot Grčija, pa tudi Bolgarija, so se začele pripravljati na končno ločitveno vojno.
Junija 1913 je bolgarski car Ferdinand I., ne da bi se posvetoval z vlado in brez kakršne koli vojne napovedi, ukazal bolgarskim četam, naj napadejo grške in srbske čete v Makedoniji, s čimer se je začela druga balkanska vojna. Bolgarska vojska je bila v popolnem umiku na vseh frontah. Srbska vojska se je odločila za prekinitev delovanja, ko je dosegla vse svoje ozemeljske cilje in šele takrat si je bolgarska vojska oddahnila. V zadnjih dveh dneh je Bolgarom uspelo doseči obrambno zmago proti napredujoči grški vojski v  soteski Kresna. Toda hkrati je romunska vojska prestopila nebranjeno severno mejo in zlahka napredovala proti Sofiji. Romunija se je vmešala v vojno, da bi zadovoljila svoje ozemeljske zahteve proti Bolgariji. Vmešalo se je tudi Osmansko cesarstvo, ki je z Odrinom zlahka ponovno prevzelo nadzor nad vzhodno Trakijo. Druga balkanska vojna, znana tudi kot medzavezniška vojna, je Bolgariji zapustila le dolino Strume in majhen del Trakije z manjšimi pristanišči ob Egejskem morju. Vardarska Makedonija je bila vključena v Srbijo in se je nato imenovala Južna Srbija. Južna (Egejska) Makedonija je bila vključena v Grčijo in se je nato imenovala severna Grčija. Regija je med drugo balkansko vojno močno trpela. Med napredovanjem konec junija je grška vojska požgala bolgarsko četrt mesta Kilkis in več kot 160 vasi okoli Kilkisa in Serresa, s čimer je okoli 50.000 beguncev pregnalo v Bolgarijo. Bolgarska vojska se je maščevala tako, da je požgala grško četrt Serres in oborožila muslimane iz regije reke Drama, kar je povzročilo poboj grških civilistov.
Septembra 1915 je grška vlada dovolila izkrcanje vojakov v Solunu. Leta 1916 se je pronemški grški kralj dogovoril z Nemci, da dovoli vojaškim silam centralnih sil vstopiti v grško Makedonijo, da bi napadle bolgarske sile v Solunu. Posledično so bolgarske čete zasedle vzhodni del grške Makedonije, vključno s pristaniščem Kavala. Regija pa je bila po zmagi zaveznikov leta 1918 vrnjena Grčiji. Po uničenju grške vojske v Mali Aziji leta 1922 sta Grčija in Turčija izmenjali večino turške manjšine v Makedoniji ter grške prebivalce Trakije in Anatolije, zaradi česar je Egejska Makedonija doživela velik porast svojega prebivalstva in postala pretežno grška po etnični sestavi. Makedonija pod srbsko vladavino je bila vključena v Kraljevino Srbov, Hrvatov in Slovencev (kasneje Kraljevino Jugoslavijo) leta 1918. Jugoslovanska Makedonija je bila nato v 1920-ih in 1930-ih podvržena intenzivnemu procesu "srbizacije".
Med drugo svetovno vojno so se meje regije ponovno premaknile. Ko so nemške sile zasedle to območje, sta bila večina jugoslovanske Makedonije in del egejske Makedonije prenesena v upravo Bolgarije. Med bolgarsko upravo vzhodne grške Makedonije je bilo tam preseljenih približno 100.000 bolgarskih beguncev iz regije in morda prav toliko Grkov je bilo deportiranih ali zbežalo v druge dele Grčije. Zahodno Egejsko Makedonijo je zasedla Italija, zahodni deli jugoslovanske Makedonije pa so bili priključeni Albaniji, ki jo je okupirala Italija. Preostanek grške Makedonije (vključno z vso obalo) je okupirala nacistična Nemčija. Tu se je zgodila ena najhujših epizod holokavsta, ko je bilo 60.000 Judov iz Soluna deportiranih v taborišča uničenja na okupirani Poljski. Le nekaj tisoč jih je preživelo.
Makedonija je bila osvobojena leta 1944, ko je napredovanje Rdeče armade na Balkanskem polotoku prisililo nemške sile k umiku. Predvojne meje so bile obnovljene pod pritiskom ZDA in Britanije, ker je bolgarska vlada vztrajala, da svoje vojaške enote obdržijo na grških tleh. Bolgarska Makedonija se je dokaj hitro vrnila v normalnost, vendar so bolgarski domoljubi v jugoslovanski Makedoniji prestali proces etničnega čiščenja s strani beograjskih oblasti, grško Makedonijo pa je pustošila grška državljanska vojna, ki je izbruhnila decembra 1944 in se končala šele oktobra 1949.
Po tej državljanski vojni so grške oblasti velikemu številu nekdanjih borcev ELAS, ki so se zatekli v komunistično Bolgarijo in Jugoslavijo in se opisali kot »etnični Makedonci«, prepovedale vrnitev na svoja nekdanja posestva. Največ jih je bilo v Grčiji obtoženih za zločine, storjene v času nemške okupacije.